# Airyantha
Airyantha är ett släkte av ärtväxter. Airyantha ingår i familjen ärtväxter. Släktet beskrevs av Richard Kenneth Brummitt 1968.
Kladogram enligt Catalogue of Life:
| Airyantha | \| \| Airyantha borneensis \| \| \| \| \| \| Airyantha schweinfurthii \| \| \| \| |
|           | \| \| Airyantha borneensis \| \| \| \| \| \| Airyantha schweinfurthii \| \| \| \| |
|           | Airyantha borneensis                                                              |
|           |                                                                                   |
|           | Airyantha schweinfurthii                                                          |
|           |                                                                                   |

Släktet är uppkallat efter den brittiske botanikern Herbert Kenneth Airy Shaw.